# Wolfgang Joop

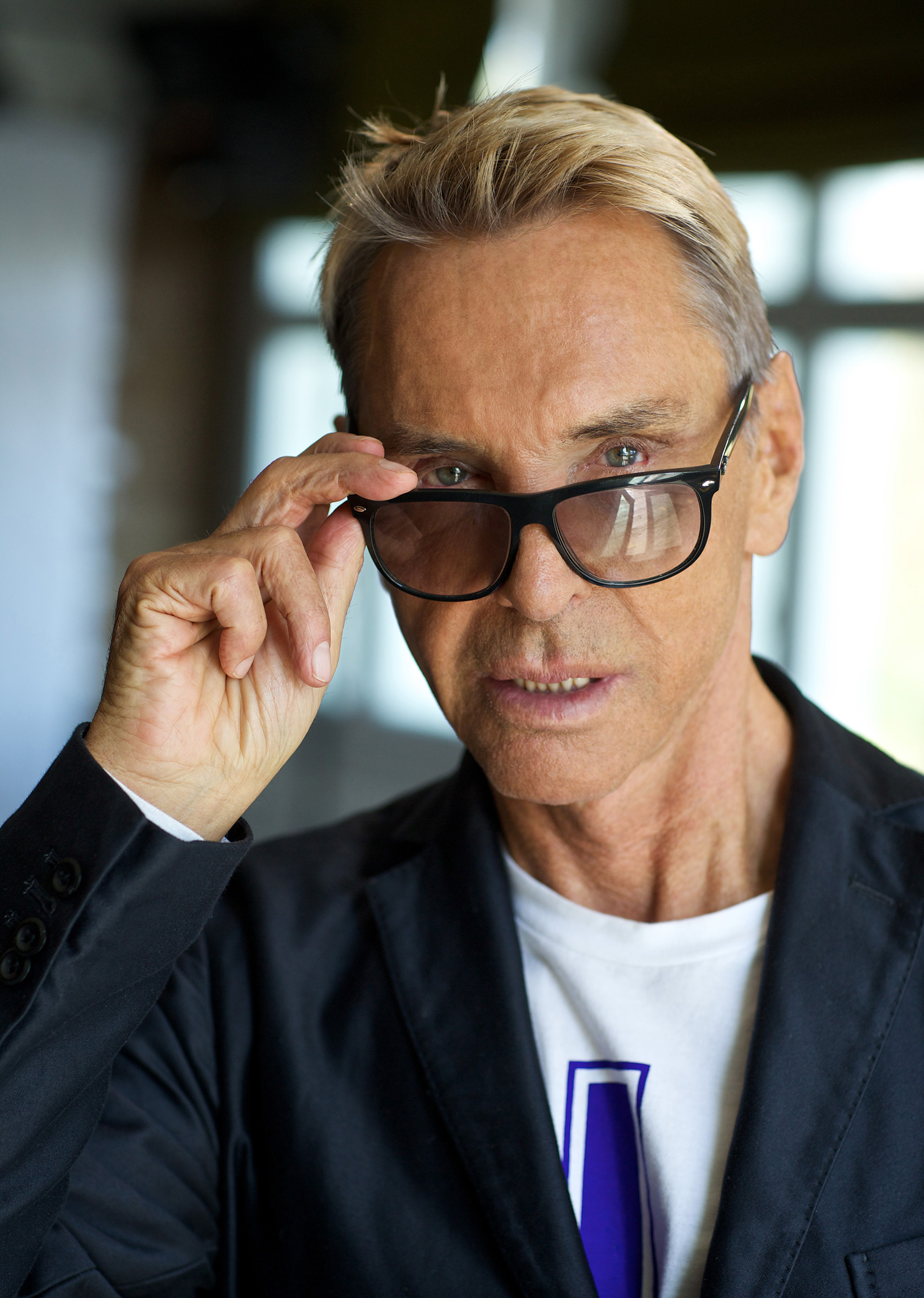
Wolfgang Joop fotografiert von Oliver Mark, Berlin 2015

Wolfgang Joop (* 18. November 1944 in Potsdam) ist ein deutscher Modedesigner. Er ist der Gründer der Mode- und Kosmetikfirmen JOOP!, Wunderkind und LOOKS by Wolfgang Joop.

## Biografie

### Privates
Wolfgang Joop wurde 1944 als Sohn von Gerhard (1914–2007) und Charlotte (1916–2010) Joop in Potsdam geboren. Er wuchs auf dem Bauernhof der Großeltern, nahe dem Krongut Bornstedt und dem Park von Sanssouci, auf. 1954 übersiedelte die Familie nach Braunschweig, wo sein Vater als Chefredakteur des Kulturmagazins Westermanns Monatshefte arbeitete. Zu DDR-Zeiten bewohnte die Schwester von Joops Mutter, Ulla Ebert († 2002) das Grundstück und wurde bei der Erhaltung des Anwesens von der Familie aus dem Westen finanziell unterstützt. Nach der Wiedervereinigung zogen Joops Eltern nach Bornstedt zurück. Das Familiengut ist seit 2018 wieder Hauptwohnort des Designers.
1970 heiratete Joop die Kostümbildstudentin Karin Benatzky, von der er 1985 geschieden wurde. Er hat zwei Töchter – Jette Joop, die als Mode- und Schmuckdesignerin tätig ist, und Florentine Joop, Schriftstellerin und Malerin. 1996 machte er in einem Spiegel-Gespräch seine Bisexualität öffentlich. Seit der Trennung von seiner Frau lebt er in einer gleichgeschlechtlichen Partnerschaft und ging 2013 eine Verpartnerung mit Edwin Lemberg ein, was erst 2017 bekannt wurde. Er besaß zwei Villen in seiner Heimatstadt Potsdam (Villa Wunderkind und Villa Rumpf); erstere wurde 2017 an die Hasso Plattner Foundation verkauft, der er sich sehr verbunden fühlt.

### Die frühen Jahre

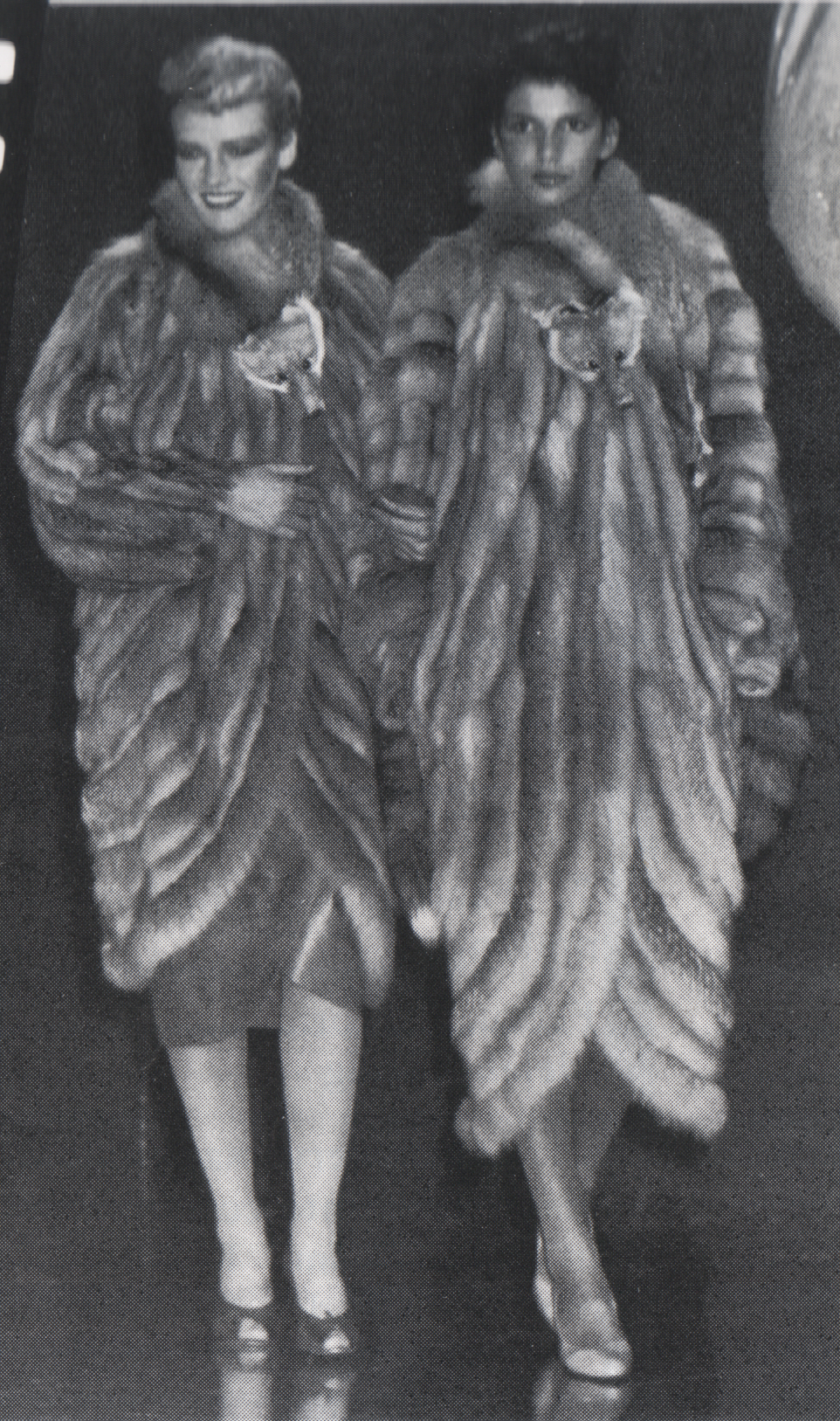
Aus Joops Pelzkollektion, 1979

Nach seinem Abitur am Wilhelm-Gymnasium in Braunschweig begann Joop 1966 – nur auf Drängen seines Vaters – ein Studium der Kunstpädagogik in Braunschweig, das er nicht zu Ende führte. Er arbeitete nach dem Studienabbruch als Restaurator und betätigte sich als Maler. Außerdem fälschte er Bilder Alter Meister.
Joops Karriere begann 1970, als er zusammen mit seiner Frau Karin an einem Modewettbewerb der deutschen Zeitschrift Constanze teilnahm und die ersten drei Preise gewann. Aufgrund dieses Erfolges wurde er Moderedakteur beim Frauenmagazin Neue Mode. Diesen Job beendete er 1971; er zog es vor, fortan unabhängig zu arbeiten, unter anderem als freiberuflicher Journalist und Designer. 1979 präsentierte Wolfgang Joop eine Pelzkollektion in New York.

### Joop!

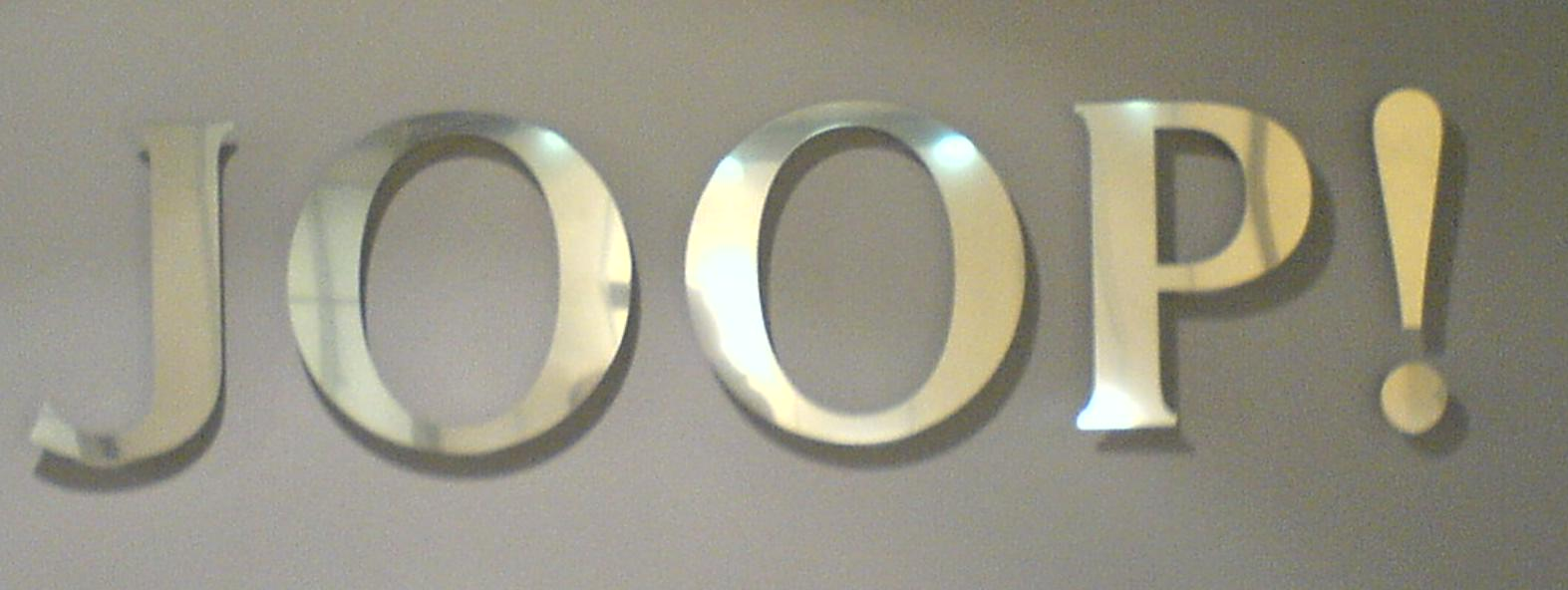
JOOP!-Schriftzug

Im Frühjahr 1982 stellte Joop seine erste Prêt-à-porter-Damenkollektion vor, gefolgt von der ersten Herrenkollektion in Lizenz mit der Windsor GmbH. Zwei Jahre später, mit der Vorstellung seiner ersten Parfümkollektion, machte er seinen Namen zum Markenzeichen, indem er der Versalschrift zur Symbolisierung von Energie noch ein Ausrufezeichen anfügte. Ab sofort konnte man unter diesem Namen unter anderem Bekleidung, Schuhe, Schmuck, Brillen, Parfüm, Heimtextilien und Haushaltswaren erwerben. „JOOP!“ war nicht länger ein Designer-Label, sondern eine Lifestyle-Marke, die Lizenzen vergab, aber keine eigene Produktion mehr betrieb.

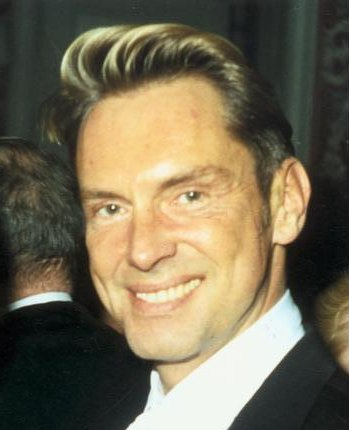
Wolfgang Joop, 1992

1983 wurde Joop mit dem Fil d’or geehrt. 1984 folgte die Auszeichnung mit dem „Goldenen Spinnrad“ der Stadt Krefeld und der Europäischen Seiden-Kommission. 1985 übernahm Joop eine Rolle als Gastdozent im Fachbereich Design an der Berliner Hochschule der Künste. Die Hochschule ernannte ihn 1987 zum Honorarprofessor. Er leitete später das Seminar „Pelzmode mit Accessoires“. 2009 folgte die Auszeichnung mit dem Bambi, 2011 wurde er mit dem GQ Men of the Year Award ausgezeichnet. Nach der Wiedervereinigung begann Joop als erster westdeutscher Designer mit der Meißener-Porzellan-Manufaktur zusammenzuarbeiten, indem er für sie ein Service entwarf.
Im Auftrag des Magazins Bunte organisierte die Redakteurin Sibylle Weischenberg 1998 ein Interview, das Wolfgang Joop in seinem Penthouse am Yachthafen von Monte-Carlo in Monaco mit Dieter Bohlen und Thomas Anders führte. Im selben Jahr verkaufte Joop nach Unstimmigkeiten für rund 150 Millionen D-Mark 95 Prozent seiner Firmenanteile an den Hamburger Wünsche-Konzern, blieb aber zunächst weiterhin Chefdesigner der Marke JOOP!. Der Verkauf der restlichen 5 Prozent und Joops endgültiger Ausstieg aus dem Unternehmen erfolgten 2001.

### Wunderkind
2003 gründete Joop zusammen mit seinem Lebensgefährten Edwin Lemberg die Wunderkind GmbH & Co. KG mit Sitz in Potsdam. Die erste internationale Modenschau der Gesellschaft fand im September 2004 auf der New York Fashion Week statt; Joop präsentierte danach in drei aufeinanderfolgenden Fashion Weeks die Mode der Marke. Auf der Pariser Modewoche gab es 2006 den ersten Auftritt, im Oktober 2012 wurde dort eine komplette Kollektion präsentiert. Anfang 2016 siedelte das Unternehmen nach Berlin um, neuer Standort waren Räumlichkeiten im ehemaligen Hotel Bogota. Im Herbst 2017 trennte sich Wolfgang Joop von der Marke Wunderkind. Seine letzte hierfür erstellte Kollektion präsentierte er im März 2017 während der Mailänder Modewoche.

## Weitere Aktivitäten
Wolfgang Joop beschäftigt sich neben Mode und Design mit der Illustration. In dem Bildband Stillstand des Flüchtigen (2002) sind Porträts und Modeillustrationen von 1970 bis 2000 abgebildet. Über 100 Musterteile aus verschiedenen Joop-Kollektionen sind im Hamburger Museum für Kunst und Gewerbe ausgestellt. Seit 2009 verkauft er Editionen seiner Modezeichnungen in der Editionsgalerie LUMAS. Darüber hinaus profilierte sich Joop auch als Bildhauer, eines seiner Werke hat er für die Grabstätten seiner Eltern auf dem Bornstedter Friedhof entworfen. Auch Ölgemälde gehören zu seinem Œuvre. Seine Kunstwerke wurden unter anderem in der Kunsthalle Rostock (2009), in Seoul (2010) sowie während der Kunstbiennale in Venedig (2011) und im Museum der Bildenden Künste in Leipzig ausgestellt. Weiterhin sammelt Joop Kunst, insbesondere zeitgenössische Bilder und Skulpturen, außerdem Vintage-Möbel. Aus seiner Leidenschaft für Möbeldesign entstand 2011 eine eigene Möbelkollektion für die Neue Wiener Werkstätte. 2013 entwarf er Objekte für die Wiener Silber Manufactur, 2017 eine Tapetenkollektion.
Joop ist Autor einiger Bücher und Artikel für Zeitschriften und Zeitungen. Unter anderem schrieb er für den Spiegel, den Stern und die Welt am Sonntag. Seine bisher erschienenen Bücher sind das Geschenkbüchlein Das kleine Herz (2001), das Kochbuch Hectic Cuisine (2002) und der Roman Im Wolfspelz (2003). 2013 veröffentlichte Wolfgang Joop gemeinsam mit der Journalistin und Schriftstellerin Rebecca Casati mit Undressed. Aus einem Leben mit mir seine Autobiografie in Interviewform. Es folgte 2015 das Sachbuch Dresscode: Stilikonen zwischen Kult und Chaos.
Ab 2008 lancierte Wolfgang Joop unabhängig vom Modelabel Joop! in Zusammenarbeit mit Coty Prestige unter seinem vollen Namen zwei Herrenparfüm-Serien: Wolfgang Joop (2008), Wolfgang Joop – Freigeist (2010). Im Herbst 2009 startete Joop eine Zusammenarbeit mit dem Bayreuther Gesundheitsunternehmen medi und entwarf eine Reihe von hochpreisigen Stützstrümpfen, die er Ende 2009 auch auf der Pariser Modenschau seines Modelabels „Wunderkind“ präsentierte. Die Zusammenarbeit wurde bis 2012 fortgesetzt. Im Oktober 2010 begann Joop eine Kooperation als Kreativberater mit der Warenhauskette Galeria Kaufhof. Ab 2011 wurde in allen Kaufhof-Filialen die nach dem Gründungsjahr des Warenhauskonzerns benannte Modekollektion GALERIA 1879 by Wolfgang Joop im mittleren Preissegment für Damen und Herren zum Kauf angeboten. Im Mai 2019 wurde eine Zusammenarbeit mit dem Traditionsunternehmen Van Laack bekannt gegeben, für das Joop als Creative Director tätig ist.
Im Jahr 2000 spielte er in der Gesellschaftssatire Suck my Dick von Oskar Roehler eine Hauptrolle. Weitere Auftritte als Schauspieler hatte er in den Filmen: Tränen in Florenz (1984), Der Sommer des Samurai (1986), Fahr zur Hölle, Schwester (2002). Von 2014 bis 2015 war er für zwei Staffeln neben Heidi Klum und Thomas Hayo Juror in der TV-Sendung Germany’s Next Topmodel. 2017, 2019 und 2021 war Joop Gastjuror bei Germany’s Next Topmodel.

## Soziales Engagement
Joop unterstützt den Verein Dunkelziffer e. V., der sich um sexuell missbrauchte Kinder kümmert, und den Verein Hamburg Leuchtfeuer, der sich um Sterbehilfe sorgt.
Auch engagiert er sich seit vielen Jahren ehrenamtlich für die DKMS Deutsche Knochenmarkspenderdatei insbesondere im Kuratorium des Dreamballs der DKMS Life. Seit Herbst 2018 ist Wolfgang Joop Schirmherr für das Tierheim Potsdam, das mit seiner finanziellen Unterstützung errichtet wurde.

## Auszeichnungen
- 1983: Fil d’or – (Goldener Faden), sogenannter Mode-Oscar der „Confédération Internationale du Lin“, Monte Carlo
- 1984: Das Goldene Spinnrad – Modepreis der Stadt Krefeld und der Europäischen Seidenkommission
- 1995: Forum-Preis – Auszeichnung der Fachzeitschrift Textilwirtschaft
- 2005: Osgar – Medienpreis der Bild-Zeitung
- 2009: Bambi – Medien- und Fernsehpreis der Hubert Burda Media in der Kategorie „Sonderpreis der Jury“
- 2011: Radio Regenbogen Award – in der Kategorie „Medienmann“
- 2011: GQ Men Of The Year Award
- 2012: Designpreis der Bundesrepublik Deutschland – in der Kategorie „Lebenswerk“
- 2018: Vienna Awards – in der Kategorie „Stilikone“[38]

## Veröffentlichungen
- Das kleine Herz, Coppenrath, Münster 2001, ISBN 978-3-8157-2135-3
- Hectic Cuisine, Hölker Verlag, Münster 2002, ISBN 978-3-88117-520-3
- Stillstand des Flüchtigen: Illustrationen und Grafiken 1960-2000, Altenburg 2002, ISBN 978-3-936300-01-7
- Im Wolfspelz, Eichborn Verlag, Köln 2003, ISBN 978-3-8218-0946-5
- Eternal Love, Collection Rolf Heyne, München 2009, ISBN 978-3-89910-444-8
- Wunderkind: 14467. Gemeinsam mit Inga Griese, Collection Rolf Heyne, München 2009, ISBN 978-3-89910-436-3
- Undressed. Aus einem Leben mit mir. Gemeinsam mit Rebecca Casati, Hoffmann und Campe, Hamburg 2013, ISBN 978-3-455-50299-2
- Die Schöne und das Biest, Kerber, Berlin 2013, ISBN 978-3-86678-859-6
- Objekt der Begierde: Eine Liebesgeschichte in 16 Bildern, Coppenrath, Münster 2013, ISBN 978-3-649-61383-1
- Dresscode: Stilikonen zwischen Kult und Chaos, Gräfe und Unzer, München 2015, ISBN 978-3-8338-4477-5
- Die einzig mögliche Zeit, Kindler, Hamburg 2019, ISBN 978-3-463-00003-9

## Kontroversen
Befremden löste Joop mit seiner Sichtweise der Terroranschläge am 11. September 2001 aus.
In einem Interview sagte er: „Ich bedaure nicht, dass das Symbol der Twin Towers nicht mehr steht, weil sie kapitalistische Arroganz symbolisierten.“
Im November 2021 wurden Joop frauenfeindliche Äußerungen vorgeworfen. Im Interview mit dem Spiegel erklärte Joop, er habe anlässlich des Todes von Karl Lagerfeld geweint, „weil diese Welt so wunderbar frivol und frigide war. Alles war käuflich. Die Agenturen gaben die Schlüssel zu den Zimmern der Models, die nicht so viel Geld brachten, an reiche Männer. Und wenn sich ein Mädchen beschwerte, hieß es: Wir können auch auf dich verzichten.“ Auf Nachfrage stimmte Joop zu, dass dies fürchterlich sei. „Aber wirklich schön ist die Modewelt nur, wenn es auch die Sünde gibt.“ Joop erklärte wenig später sein Bedauern, sich derart geäußert zu haben.

## Dokumentarfilme
- 2007: Wolfgang Joop – Glanz ohne Glitter (arte), Regie: Birgitta Ashoff
- 2015: Die Joop-Story (Spiegel TV, 4-teilige Reportage), Regie: Maria Gresz, Artikel bei Spiegel Online
- 2020: Deutschlands große Clans – Die Joop-Story (ZDF)